# بخش برگن، شهرستان مک لئود، مینه سوتا
بخش برگن (به انگلیسی: Bergen Township) یک منطقهٔ مسکونی در ایالات متحده آمریکا است که در شهرستان مک‌لئود، مینه‌سوتا واقع شده‌است.
 بخش برگن ۹۱٫۷ کیلومتر مربع مساحت و ۸۸۱ نفر جمعیت دارد و ۳۰۴ متر بالاتر از سطح دریا واقع شده‌است.